# 潮田神社

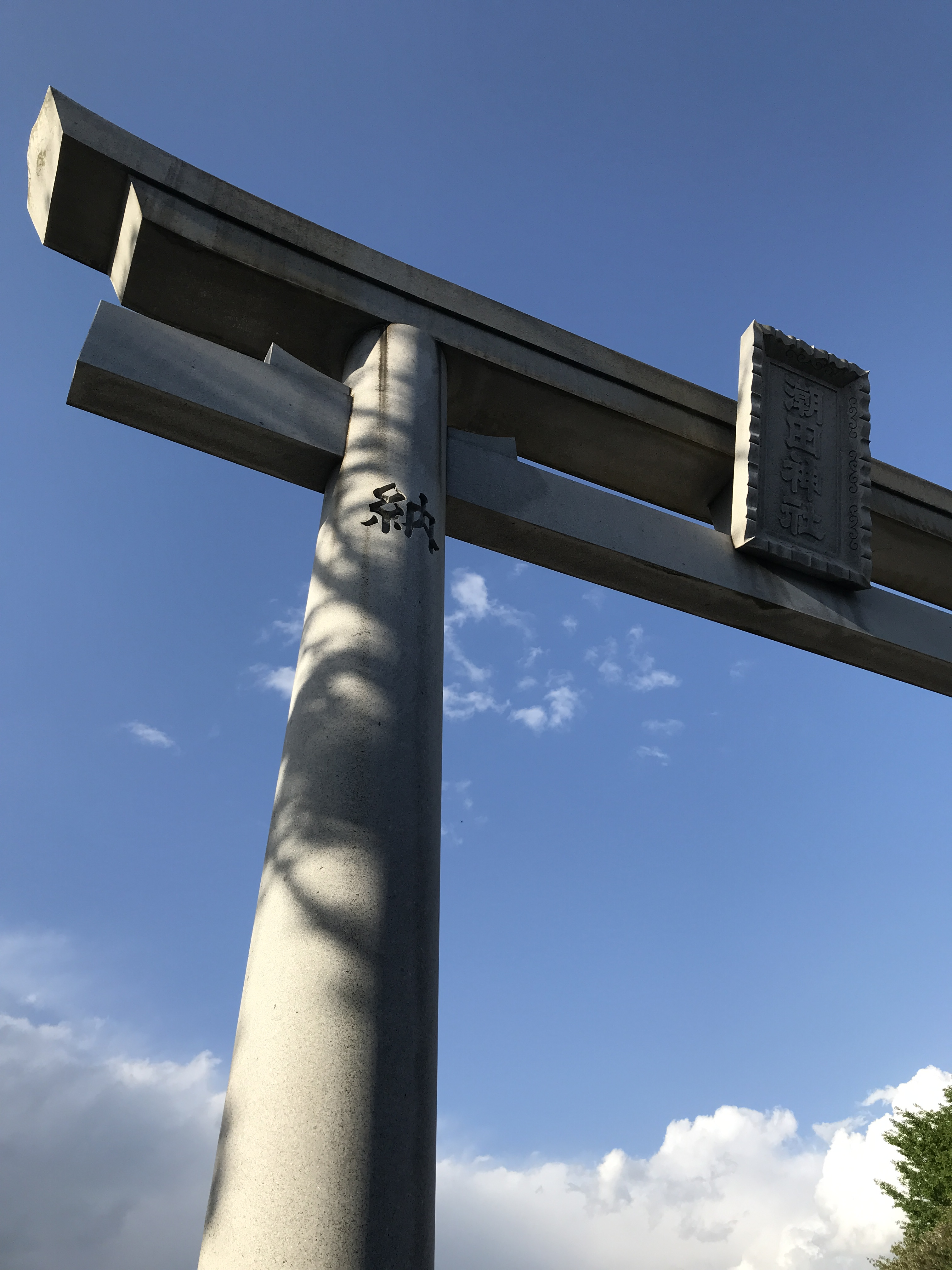
鳥居

潮田神社（うしおだじんじゃ）とは、神奈川県横浜市鶴見区潮田町にある神社。

## 概要
景行天皇40年、日本武尊東夷征伐の航海の途中、旧・西潮田村海岸近くの古杉老松の森に小祠を建て、国常立尊、豊雲野命、国狭槌命を奉斎し、征途の無事案内を祈願したと伝承される。
中世に至り、潮田村は小田原北条氏の領地に属し、正親町天皇の御世、永禄3年（1561年）の頃、北条氏の寵臣で太田道灌の曽孫・太田新六郎康資の知行の時、東潮田村の杉山神社、西潮田村の御嶽神社を領地神社として、社殿を改築し社頭を整備した。
江戸時代の正保年間（1644年~1648年）に至り地頭・松下孫十郎が幕府の命により、社殿を改築、寛文10年（1671年）幕府社領一段四畝二十歩を寄進したとされ、延享元年（1744年）の鳥居、寛政元年（1789年）の拝殿の棟札等から、当時の模様がうかがい知れる。 
明治時代に入り、
- 井田方鎮座・須賀神社（素戔嗚尊）
- 小野新田鎮座・稲荷神社（豊受比売尊）
- 向原鎮座・菅原神社（菅原道真公）
- 田方鎮座・神明社（天照大御神、弥都波能売神）

を西潮田村の御嶽神社に合祀、
- 上居村鎮座・若宮八幡神社（誉田別尊）
- 浜端鎮座・白山神社（岐久理比売）
- 弁天下鎮座・厳島神社（市杵島比売命）

を東潮田村の杉山神社に合祀した。
大正初期、京浜工業地帯の一大発展に伴い、耕地整備・区画整理による街造りのため、1920年（大正9年）に東潮田村の杉山神社と西潮田村の御嶽神社を合併し、潮田地区の中心地点である現在地に鎮座、潮田神社と改称された。
1923年（大正12年）関東大震災により拝殿倒壊、1945年（昭和20年）戦災により社殿焼失と被害を被る。1984年（昭和59年）現社殿を造営、1989年（平成元年）社務所を新築、1993年（平成5年）鳥居を建立、2006年（平成18年）宮神輿を製作。2020年（令和2年）鎮座100年を記念した飾り獅子を製作。

## 祭神
- 国常立尊（古代小祠由来）
- 五十猛命（東潮田村・杉山神社由来）
- 素盞嗚命（井田方・須賀神社由来）
- 豊受比売命（小野新田・稲荷神社由来）
- 市寸島比売命（弁天下・厳島神社由来）
- 岐久理比売命（浜端・白山神社由来）
- 誉田別命（上居村・若宮八幡神社由来）
- 菅原道真（向原・菅原神社由来）

## 祭事
- 1月1日 - 歳旦祭
- 2月節分 - 節分祭
- 2月上午の日 - 初午祭
- 6月第1金曜~日曜日 - 例大祭[4][5]
- 6月30日 - 大祓
- 11月酉の日 - 酉の市祭
- 11月23日 - 新嘗祭[6]
- 12月31日 - 大祓